# Molí d'en Gual
El Molí d'en Gual és una obra d'Argentona (Maresme) inclosa a l'Inventari del Patrimoni Arquitectònic de Catalunya. El molí d'en Gual està situat a la carretera del Cros, molt a prop del mas Gual, avui conegut com a can Vives. No en tenim cap referència directa d'època medieval, en què s'anomenava molí de Baix.
Tenim constatada la seva existènncia a partir d'un escrit del 1527 on el batlle general dona facultat a Joan de Costavella per construir un nou molí entre el seu molí i el d'en Gual. Aquest fet evidencia clarament que en aquell moment havia d'existir ja un molí de baix, que posteriorment se'l coneixerà amb el nom de molí d'en Gual, per ser propietat d'aquest mas.